# Érköbölkút
Érköbölkút (románul: Cubulcut) falu Romániában, Bihar megyében.

## Nevének eredete
Kiss Lajos nyelvész szerint a magyar Köbölkút helységnevek elsődlegesen olyan kútra, forrásra vonatkoztak, amelynek gödrét üreges belű, odvas vagy kivájt fatörzzsel, az úgynevezett köböllel bélelték ki.

## Fekvése
Bihar megyében, az érmelléki hegyek között, Székelyhídtől délkeletre, Szentjobb és Érolaszi között fekvő település.

## Története
Érköbölkút már a 13. századi pápai tizedjegyzékben is szerepelt, ekkor a Köbölkúti család birtoka volt. 1444-ben Kebelkuth-nak írták nevét.
A 18. század végén és a 19. század első felében több birtokosa is volt: birtoka volt itt a Rhéday, Tihanyi, Komáromy, Bónis, Ottlik, Lajos és Dráveczky, Sárossy, Bónis, Vásárhelyi és Kovács családoknak. A 20. század elején Varjú Elemér és Bónis Elemér volt itt birtokos. 1910-ben 1482 lakosából 1431 magyar, 45 cigány és 6 román nemzetiségű volt.
A trianoni békeszerződés előtt Bihar vármegye Székelyhidi járásához tartozott.

## Nevezetességek
- Régi református templomát 1730-ban szétbontották, majd 1750-ben építették újra. Tornyát 1851-ben építették hozzá.
- Bónis-kúria